# Roodkeelklifzwaluw
De roodkeelklifzwaluw (Petrochelidon rufigula) is een zangvogel die behoort tot de familie van de zwaluwen.

## Verspreiding en leefgebied
Deze soort komt voor in zuidelijk-centraal Afrika van zuidelijk Gabon tot centraal Congo-Kinshasa, centraal Angola en centraal Zambia.

## Status
De grootte van de populatie is niet gekwantificeerd maar de soort wordt omschreven als plaatselijk algemeen. Op de Rode lijst van de IUCN heeft deze soort de status niet bedreigd.